# Musée d'histoire naturelle Fernbank
Le musée d'histoire naturelle Fernbank est un musée d'histoire naturelle située à Atlanta, en Géorgie, aux États-Unis.

## Galerie

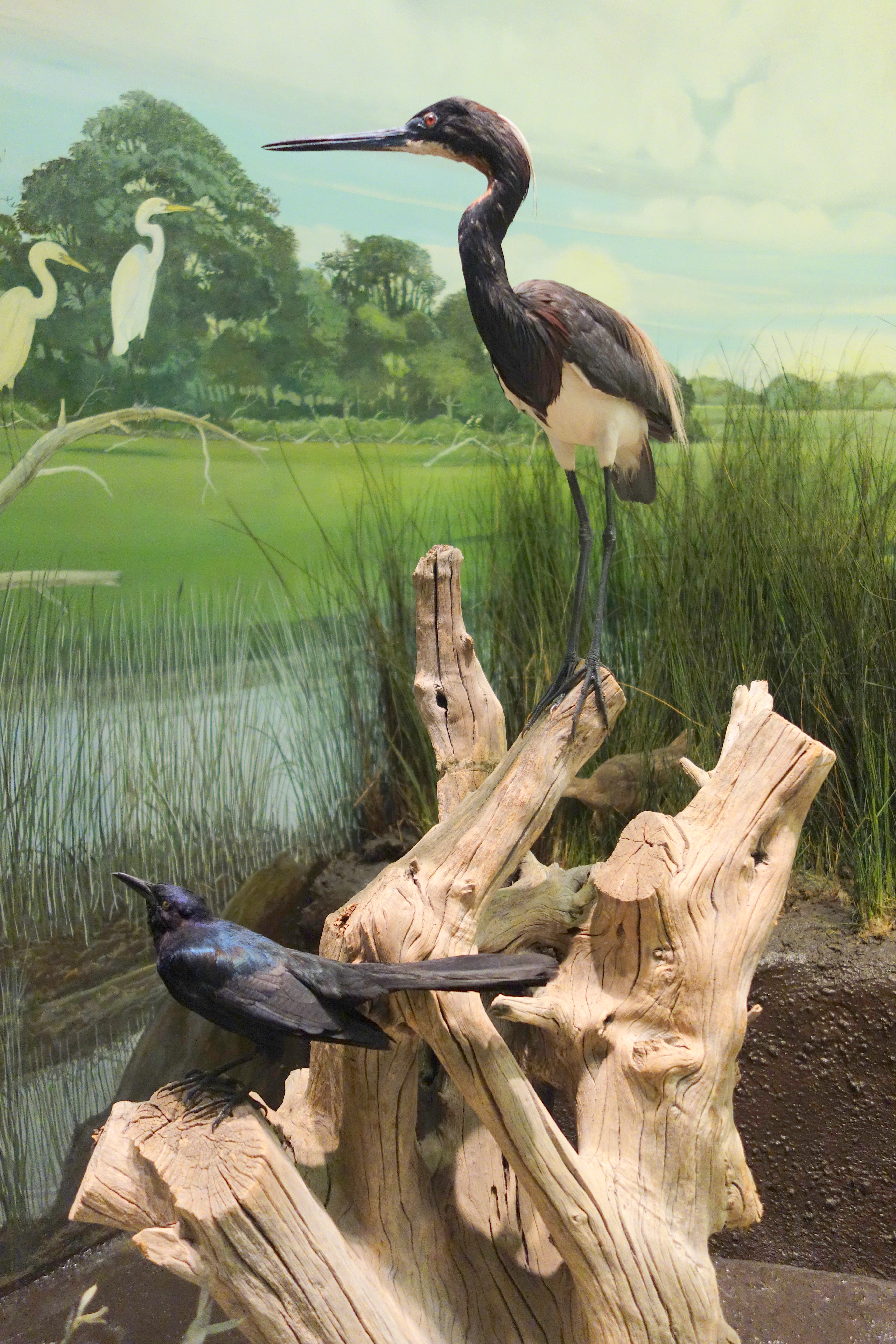
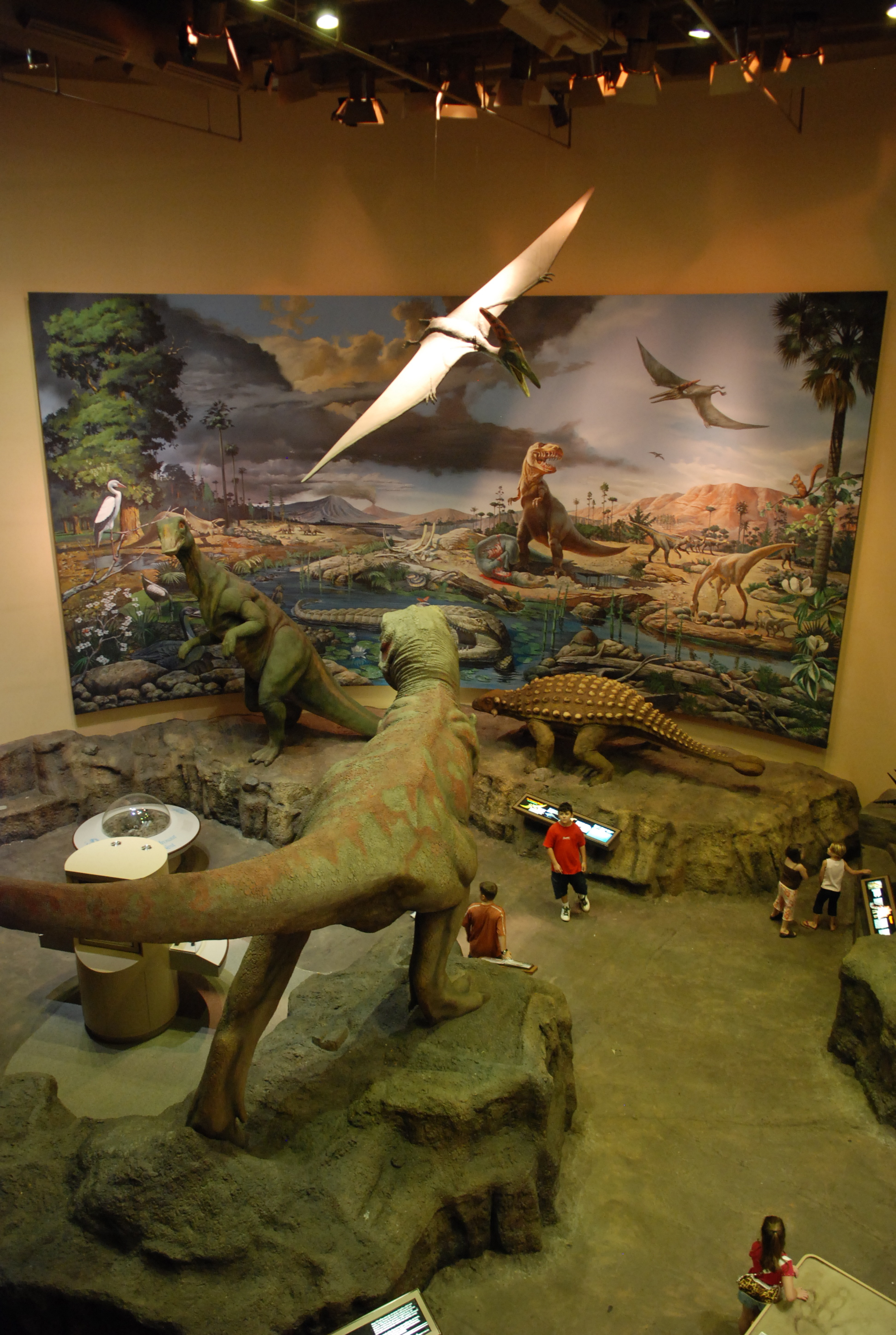
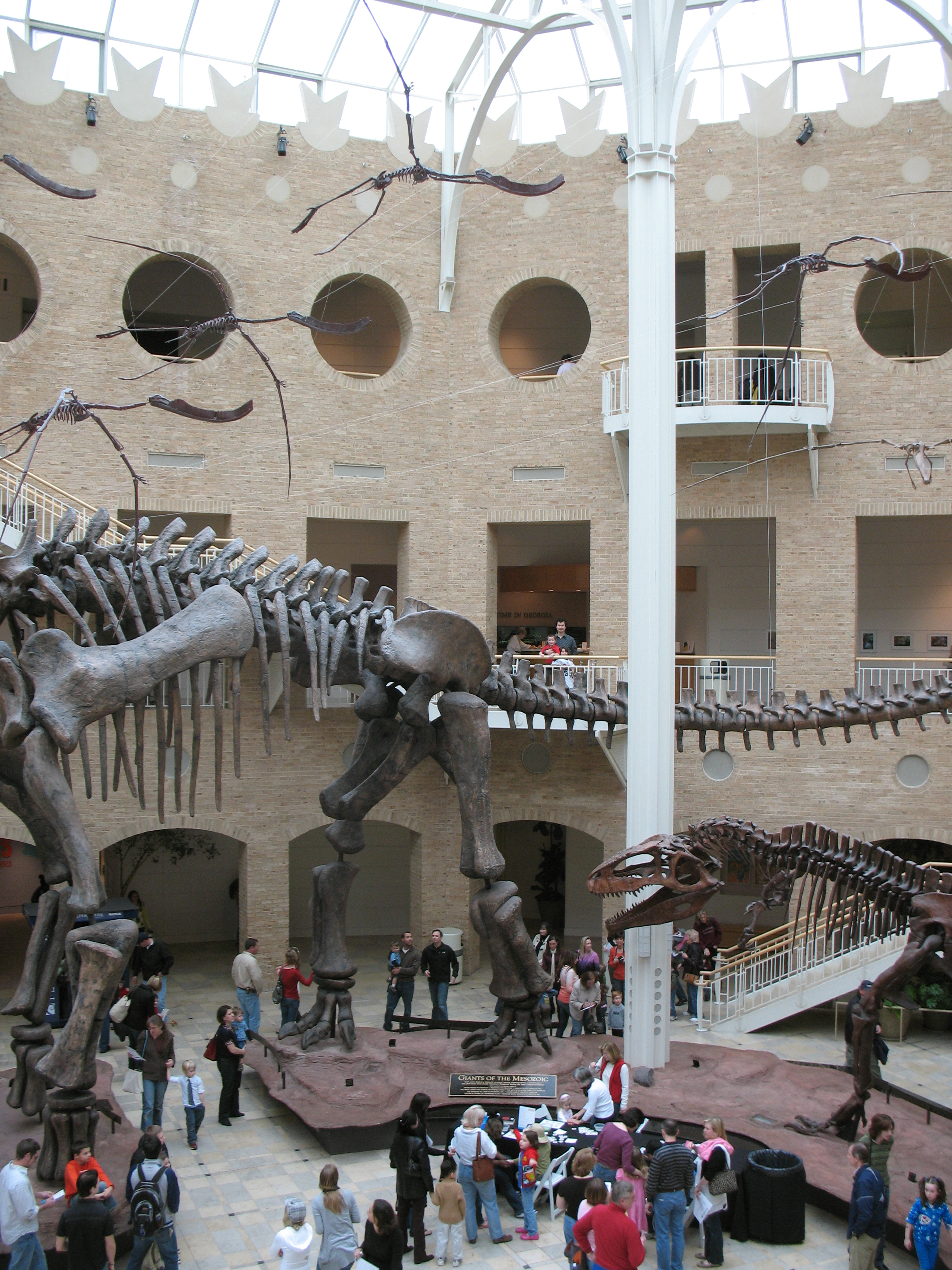